# E391号線
E391号線 (E391ごうせん、英: European route E391) はロシアのTrosnaと、ウクライナのフルーヒウを結ぶ、欧州自動車道路のBクラス幹線道路。

## 経路

### 経過する主要都市
- ロシア
  - Trosna
- ウクライナ
  - フルーヒウ